# Palacio de Justicia de Santa Cruz de la Sierra
El Palacio de Justicia es el séptimo edificio más alto de la ciudad de Santa Cruz de la Sierra, Bolivia. Es también sede del Tribunal Departamental de Justicia del Departamento de Santa Cruz. Cuenta con 24 pisos, y tiene una altura de 100 metros. Se encuentra sobre el primer anillo de la ciudad, en la esquina con la avenida Monseñor Rivero.
Fue construido por la Constructora Apolo en 1996.